# Oxytropis stenophylla
Oxytropis stenophylla är en ärtväxtart som beskrevs av Aleksandr Andrejevitj Bunge. Oxytropis stenophylla ingår i släktet klovedlar, och familjen ärtväxter. Inga underarter finns listade i Catalogue of Life.